# Userkaf
Userkaf (Hor Irmaat) (... – 2500 a.C.) è stato un faraone egizio ritenuto il fondatore della V dinastia.

## Biografia

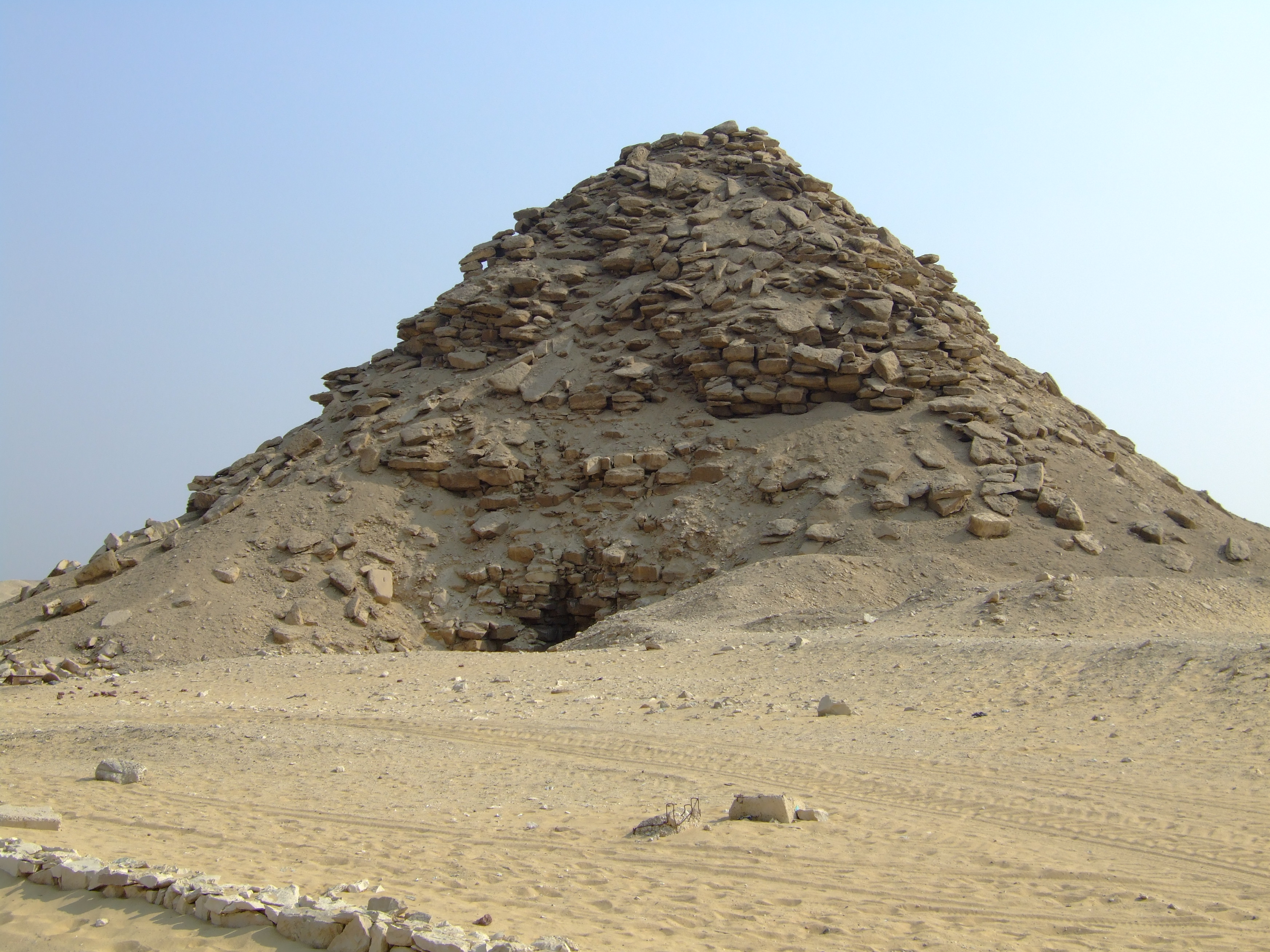
Piramide di Userkaf a Saqqara

Come in altre occasioni non è chiaro cosa abbia determinato il cambio di dinastia.
Secondo alcune tradizioni Irmaat sarebbe figlio di Neferhetepes figlia di Kheper ed avrebbe sposato Khentkaues, figlia di Kakhet (Menkhaura), ultimo (o penultimo) sovrano della IV dinastia.
Una leggenda riportata dal Papiro Westcar racconta che Irmaat, ed i suoi due successori, sarebbero figli del dio Ra (re degli dei e dio del Sole (identificato principalmente con il Sole di mezzogiorno), veniva ritenuto padre di tutti gli uomini) e di una donna, Redgdet, moglie di un sacerdote del dio.
Attualmente è opinione abbastanza accettata che Irmaat sia il padre dei suoi due successori.
Durante il suo regno aumentò l'influenza del clero di Eliopoli e del culto solare che aveva in quella città il suo centro principale. Prova di ciò fu l'erezione del primo tempio solare, ad Abu Gurab, struttura che diverrà usuale durante tutta la dinastia; del tempio, detto Corte delle offerte di Ra, rimangono solamente poche tracce: vi fu però rinvenuta una sua testa in grovacca, fra i capolavori dell'arte dell'epoca.
La rivalità con il clero di Menfi portò alla fine ad un accordo dove veniva stabilito che i sovrani fossero scelti tra i sacerdoti di Eliopoli mentre tra quelli di Menfi venivano designati i visir.
Tra questi ultimi annoveriamo, come governatore del Basso Egitto, il nobile egizio Ka'aper.
Anche della sua piramide, denominata I luoghi di Userkaf sono puri, edificata nei pressi della piramide a gradoni di Netjerykhet (Djoser), rimane ben poco essendo stata usata in epoca posteriore come cava di pietra.

## Liste Reali
| wsr | s | kA | f |

| wsr | s | kA | f |

| wsr | s | kA | f |

| wsr | s | kA | f |

| wsr | s | kA | f |

| wsr | s | kA | f |

| wsr | s | kA | f |

| wsr | s | kA | f |

| wsr | s | kA | f |

| wsr | s | kA | f |

| wsr | s | kA | f |

| wsr | s | kA | f |

| wsr | s | kA | f |

| wsr | s | kA | f |

| wsr | s | kA | f |

| wsr | s | kA | f |

| HASH | kA |

| HASH | kA |

| HASH | kA |

| HASH | kA |

| HASH | kA |

| HASH | kA |

| HASH | kA |

| HASH | kA |

## Titolatura
| G5 |

| G5 |

| D4 | U1 | Aa11 · X1 |

| D4 | U1 | Aa11 · X1 |

| D4 | U1 | Aa11 · X1 |

| D4 | U1 | Aa11 · X1 |

| D4 | U1 | Aa11 · X1 |

| D4 | U1 | Aa11 · X1 |

| D4 | U1 | Aa11 · X1 |

| D4 | U1 | Aa11 · X1 |

| G16 |

| G16 |

| D4 | U1 | Aa11 · X1 |

| D4 | U1 | Aa11 · X1 |

| G8 |

| G8 |

| nfr · G7 · S12 |

| nfr · G7 · S12 |

| M23 · X1 | L2 · X1 |

| M23 · X1 | L2 · X1 |

| wsr | S29 | D28 · I9 |

| wsr | S29 | D28 · I9 |

| wsr | S29 | D28 · I9 |

| wsr | S29 | D28 · I9 |

| wsr | S29 | D28 · I9 |

| wsr | S29 | D28 · I9 |

| wsr | S29 | D28 · I9 |

| wsr | S29 | D28 · I9 |

| G39 | N5 |

| G39 | N5 |

| sconosciuto |

| sconosciuto |

| sconosciuto |

| sconosciuto |

| sconosciuto |

| sconosciuto |

| sconosciuto |

| sconosciuto |

## Altre datazioni
| Autore        | Anni di regno         |
| ------------- | --------------------- |
| von Beckerath | 2479 a.C. - 2471 a.C. |
| Malek         | 2454 a.C. - 2447 a.C. |